# Prêmio Panasonic FLUIR Waves
O Prêmio Panasonic FLUIR Waves, ou simplesmente Prêmio FLUIR Waves é um prêmio de surfe. Considerado o "Oscar do surfe brasileiro", esta é a maior e mais tradicional celebração do surfe no país.
Em 2014, o prêmio chegou a sua 20a edição.

## Categorias
- Melhor Surfista Masculino
- Melhor Surfista Feminino
- Melhor Big Rider
- Melhor Longboarder
- Atleta Revelação
- Melhor Manobra
- Melhor Tubo
- Vaca Mais Sinistra
- Melhor Capa
- Melhor Foto
- Garota Delírio
- Melhor Anúncio Online
- Melhor Anúncio
- Melhor Campeonato (no Brasil)
- Prêmio Pepê Lopes